# Dalton Grant
Dalton Grant (Reino Unido, 8 de abril de 1966) es un atleta británico retirado especializado en la prueba de salto de altura, en la que ha conseguido ser subcampeón europeo en 1998.

## Carrera deportiva
En el Campeonato Europeo de Atletismo de 1998 ganó la medalla de plata en el salto de altura, con un salto por encima de 2.34 metros, siendo superado por el polaco Artur Partyka (oro también con 2.34 m pero en menos intentos) y por delante del ruso Sergey Klyugin (bronce con 2.32 m).